# La Cage d'or
Pour plus de détails, voir Fiche technique et Distribution.
La Cage d'or (Cage of Gold) est un film britannique réalisé par Basil Dearden, sorti en 1950.

## Synopsis
Une jeune femme, Judith Moray, abandonne son futur fiancé, le docteur Alan Kearn, pour un ancien amour, le fringant mais coquin Bill Glennan, un ancien commandant d'escadre. Glennan la met enceinte et l'épouse mais la quitte dès le lendemain du mariage lorsqu'il apprend que son père ne peut pas lui offrir de soutien financier. Deux ans plus tard, ayant appris la mort de Glennan, Judith a épousé Kearn et ils élèvent le fils de Glennan. Mais soudain, Glennan réapparaît et commence à la faire chanter.

## Fiche technique
- Titre original : Cage of Gold
- Titre français : La Cage d'or
- Réalisation : Basil Dearden
- Scénario : Jack Whittingham et Jack Whittington, d'après une histoire de Paul L. Stein et Jack Whittingham
- Direction artistique : Jim Morahan
- Costumes : Anthony Mendleson
- Photographie : Douglas Slocombe
- Musique : Georges Auric
- Musique additionnelle : Léo Ferré, Claude Normand
- Montage : Peter Tanner
- Production : Michael Balcon et Michael Relph producteur associé
- Sociétés de production : Ealing Studios
- Société de distribution : General Film Distributors
- Pays d'origine :  Royaume-Uni
- Langue originale : anglais
- Format : Noir et blanc - 35 mm — 1,37:1 - son : Mono
- Durée : 83 minutes
- Dates de sortie : 
  - Royaume-Uni : 19 septembre 1950 (Londres)
  - Royaume-Uni :  23 octobre 1950
  - États-Unis : 18 janvier 1952

## Distribution
- Jean Simmons : Judith Moray
- David Farrar : Bill Glennan
- James Donald : Dr Alan Kearn
- Herbert Lom : Rahman
- Madeleine LeBeau : Marie Jouvet
- Maria Mauban : Antoinette Duport
- Bernard Lee : Inspecteur Grey
- Grégoire Aslan : Duport
- Gladys Henson : Waddy
- Harcourt Williams : Dr Kearn senior
- Léo Ferré : Victor
- George Benson : Greffier adjoint
- Martin Boddey : Sergent de police Adams
- Arthur Hambling : Jenkins
- Campbell Singer : Agent de police